# Maydena
Maydena è una piccola città della Tasmania, Australia, costruita lungo il corso del fiume Tyenna.